# Portall
Portall ist eine niederländische Death- und Thrash-Metal-Band, die im Jahr 2003 gegründet wurde.

## Geschichte
Die Band wurde im Februar 2003 von Gitarrist und Sänger Rutger Wildeman, Schlagzeuger Jeroen v.d. Kamp und Bassist Jeffrey Wennekes in einem Tonstudio in Zwolle gegründet. Zudem war auch ein weiterer zweiter Gitarrist anwesend, der jedoch schon kurz darauf durch Peter Haverkamp ersetzt wurde. Nach einigen Proben, nahm die Band im April 2003 ein erstes Demo auf, ein Jahr später folgte der erste Live-Auftritt. Bereits im Oktober folgte ein zweites Demo. In den Jahren 2003 und 2004 nahm die Gruppe an diversen Bandveranstaltungen teil, wobei sie einige davon gewann, was der Band zu weiteren Auftritten verhalf. Im Jahr 2005 gewann die Band das Metalbattle, wodurch die Band ihre erste EP In the Absence of Light aufnehmen konnte, die innerhalb einer Woche im Harrow Studio aufgenommen wurde. In den Jahren 2006 und 2007 folgten Konzerte in den Niederlanden und Belgien zusammen mit Hatesphere, One Man Army and the Undead Quartet, Legion of the Damned, Sinister und Vomitory. Im Jahr 2007 erreichte die Band einen Vertrag bei Under Her Black Wings, einem Sub-Label von Freebird Records. Den Rest des Jahres und im Folgejahr arbeitete die Band an ihrem Debütalbum, das im Harrow Studio aufgenommen wurde. Das Album Code Black erschien am 31. Januar 2009.

## Stil
Die Band spielt eine Mischung aus klassischem Thrash- und Death-Metal, wobei der Einsatz von zahlreichen Tempowechseln charakteristisch ist.

## Diskografie
- First Demo (Demo, 2003, Eigenveröffentlichung)
- Second Demo (Demo, 2003, Eigenveröffentlichung)
- In the Absence of Light (EP, 2005, Eigenveröffentlichung)
- Code Black (Album, 2009, Under Her Black Wings)